# Rhagodixa kurdistanica
Rhagodixa kurdistanica är en spindeldjursart som först beskrevs av J. Birula 1936.  Rhagodixa kurdistanica ingår i släktet Rhagodixa och familjen Rhagodidae. Inga underarter finns listade i Catalogue of Life.